# Thyromorpha stibaropis
Thyromorpha stibaropis är en fjärilsart som beskrevs av Turner 1917. Thyromorpha stibaropis ingår i släktet Thyromorpha och familjen plattmalar. Inga underarter finns listade i Catalogue of Life.